# Carex floridana
Carex floridana är en halvgräsart som beskrevs av Ludwig David von Schweinitz. Carex floridana ingår i släktet starrar, och familjen halvgräs. Inga underarter finns listade i Catalogue of Life.